# 長鼻高鰭刺尾魚
長鼻高鰭刺尾魚，為輻鰭魚綱鱸形目刺尾魚亞目刺尾魚科的其中一個種，1875年，德國出生的英國魚類學家Albert Günther首次正式描述為Acanthurus rostratus，其模式產地為法屬玻里尼西亞的社會群島。分布於中東太平洋的法屬波里尼西亞、皮特凱恩群島海域，包括馬達加斯加、模里西斯、留尼旺，棲息深度10-61公尺，本魚體呈橢圓形，深度大約是標準長度的兩倍，並且有一個突出的、相對較長的鼻子，整體顏色為黑色，尾柄脊椎周圍有白色斑塊，幼魚的黑色並不均勻，頭部呈灰色，背部為黑色。背鰭硬棘4-5枚、背鰭軟條23-28枚、臀鰭軟條19-24枚 The body is laterally compressed,，體長可達21公分，棲息在潟湖或藻礁，以藻類為食，可作為觀賞魚。

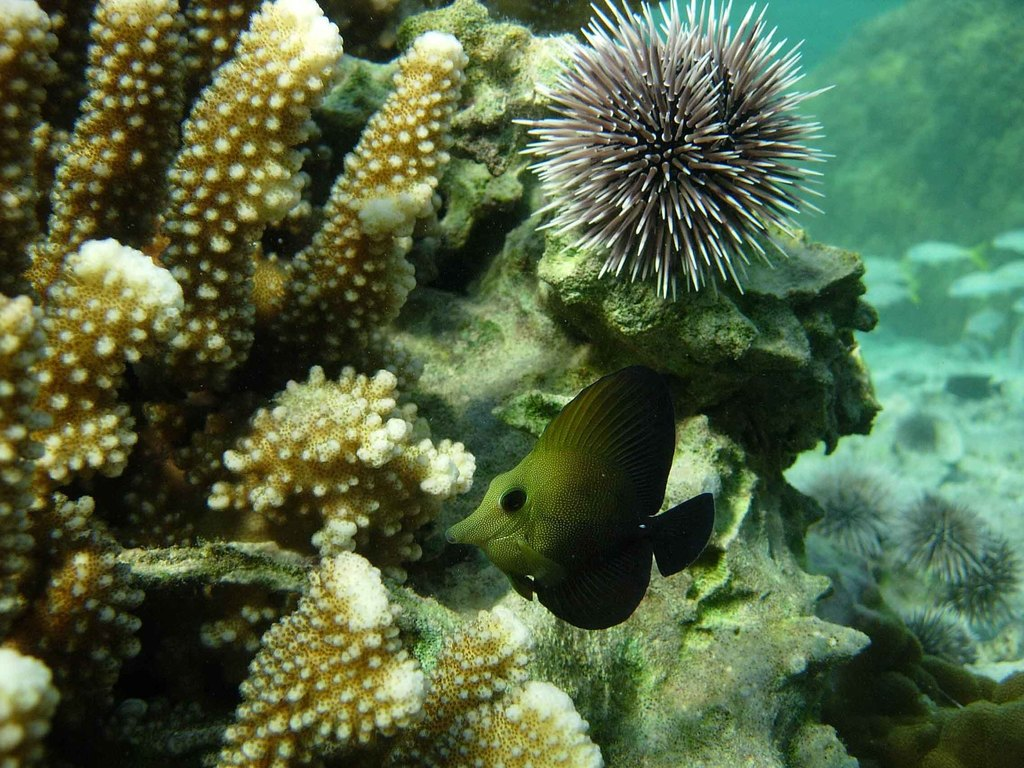
長鼻高鰭刺尾魚的稚魚

## 擴展閱讀
維基物種上的相關：長鼻高鰭刺尾魚